# 2厘米KwK 30坦克炮
2厘米KwK 30L/55是德国二號坦克的主要武器，曾用於西班牙内战和第二次世界大战，自1935年起由毛瑟和莱茵金属共同生產。
KwK 30亦作為藍本衍生出20毫米C/30，後者為安裝在He 112戰鬥機上的機載型，在西班牙内战中表現出良好的對地攻擊能力。
KwK 30的改進版本為2厘米KwK 38L/55（2 cm Kampfwagenkanone 38 L/55），用於後期型二號坦克（J型以後）。該炮亦被安裝於Sd.Kfz.251上，用作防空車輛。

## 弹药
KwK 30使用的彈藥為 20x138mmB。
以下為不同彈種對30度均質扎壓鋼裝甲的平均穿透力。
- PzGr.39 (AP)  (100米可穿透23毫米，500米可穿透14毫米)
- PzGr.40 (APCR) (100米可穿透40毫米，500米可穿透20毫米)
- Sprgr.39 (HE)

## 安裝此炮的載具
- Bergepanther SdKfz.179
- SdKfz.121 二號坦克
- SdKfz.222 輕型裝甲偵察車
- SdKfz.231
- SdKfz.232
- SdKfz.234/1
- SdKfz.251/17